# Unnur Eiríksdóttir
Unnur Eiríksdóttir, född 1921, död 1976, var en isländsk författare, vars debutroman Villibirta gavs ut 1969. 
Unnur Eiríksdóttir växte upp hos släktingar och flyttade till Reykjavik när hon var 17 år. I Reykjavik fick hon utbildning genom kvällskurser och privatlektioner.
Hennes debutroman Villibirta (Vilseledande ljus) från 1969 handlar om en ung kvinna som kommer till Reykjavik för att utbilda sig, samtidigt som oron för krig sprids i världen och på Island. I staden träffar hon en man, som hon blir varnad för, men hon inlåter sig ändå i ett förhållande med honom. Berättelsen har en grund av realism som bryts upp av surrealistiska inslag, och ambivalens och alienation märks som teman.
Unnur Eiríksdóttir skrev förutom en roman även en novellsamling och diktsamling. Hon översatte också verk av Camilla Collett och Jean-Paul Sartre. Hon dog tidigt, 1976, vid 55 års ålder.